# Hypogastrura capitata
Hypogastrura capitata is een springstaartensoort uit de familie van de Hypogastruridae. De wetenschappelijke naam van de soort is voor het eerst geldig gepubliceerd in 1955 door Cassagnau & Delamare.